# Taphrina caerulescens
Espèce
Synonymes
- Ascomyces caerulescens Desm. & Mont.[2]
- Ascomyces quercus Cooke[2]
- Taphrina quercus (Cooke) Sacc.[2]

Taphrina caerulescens est une espèce de champignons de l'ordre des Taphrinales, responsable de la maladie de la Cloque des feuilles du Chêne.